# Johann Tobias Nestle
Johann Tobias Nestle (* 12. August 1777 in Frankfurt am Main; † 30. März 1834 ebenda) war ein deutscher Kaufmann und Abgeordneter.

## Leben
Nestle war der jüngere Sohn des Glasermeisters Johann Ulrich Nestle. Dieser stammte aus Sulz am Neckar und war Bürger in Frankfurt am Main geworden. Die Mutter war Katharine Elisabethe geborene Arnold, die Tochter des Schneidermeisters Andreas Arnold in Frankfurt am Main. Der Bruder Johann Ulrich Nestle (1776–1838) lebte als Kaufmann in Frankfurt am Main.
Nestle, der evangelischer Konfession war, heiratete am 12. Mai 1807 in Frankfurt am Main Anna Dorothea Andreae (* 13. Oktober 1778 in Frankfurt am Main; † 5. Mai 1845 ebenda), die Tochter des Farbwarenhändlers und Abgeordneten Christoph Andreae und dessen dritter Ehefrau Maria Magdalena geborene Hoppe. Aus der Ehe gingen folgende Kinder hervor:
- Elisabeth Emilie von Gille, geb. Nestle (1811–1839) heiratete Wilhelm Isaac von Gille
- Hermann Carl Nestle (1814–1887), Kaufmann in Frankfurt am Main, verheiratet mit Maria Adriane Johanna Wilhelmine Kinen, aus Moskau
- Bernhard Julius Nestle (1816–1870), Handelsmann, Teilhaber der Firma „J. T. Nestle & Comp.“ in der Fahrgasse 94 in Frankfurt am Main
- Richard Nestle (1818–1898), Handelsmann, zusammen mit Karl Andreae-Sillem Teilhaber an der Indigohandlung „Nestle, Andreae & Co.“ in London

Gustav Edmund Nestle und Henri Nestlé waren Neffen.
Nestle lebte als Merceriewarenhändler in Frankfurt am Main. Er war der Gründer der Firma „J. T. Nestle & Comp.“ in Frankfurt am Main. Am 1. Mai 1804 wurde er Nachfolger der Firma „Johann Peter Steeg“ im Haus zur goldenen Zange, Fahrgasse 52. Seit 1815 hatte die Firma den Sitz im Haus „König von England“, Fahrgasse 94 in Frankfurt am Main. Von 1829 bis 1834 war er Mitglied der Frankfurter Handelskammer.
Von 1825 bis 1826 und von 1828 bis 1830 war er Mitglied im Gesetzgebenden Körper der Freien Stadt Frankfurt.